# Escrituração de entrada única
A escrituração contábil de entrada única, também conhecida como contabilidade de partidas simples, é um método de escrituração contábil que depende de um lançamento contábil unilateral para manter as informações financeiras. O registro contábil primário na escrituração de entrada única é o livro caixa, que é semelhante a um registro de conta corrente, exceto que todos os lançamentos são alocados entre várias categorias de contas de receitas e despesas. Registros de contas separados são mantidos para pequenas despesas, contas a pagar e a receber e outras transações relevantes, como estoque e despesas de viagem. Para economizar tempo e evitar erros de cálculos manuais, a contabilidade de entrada única pode ser feita hoje com um software de contabilidade "faça você mesmo" .
A contabilidade por partidas dobradas muitas vezes exige um compromisso que a maioria dos proprietários individuais não pode pagar ou simplesmente não está interessada. Entre esses tipos de negócios, é comum que mantenham apenas registros de pagamentos de contas e dinheiro recebidos no decorrer do negócio. No entanto, existe algum nível de manutenção de registros, pois essas empresas controlam as receitas e despesas do negócio. Como tal, a prática de manter registos parciais de transações comerciais que estão fora dos requisitos da contabilidade por partidas dobradas é chamada de “contabilidade de partidas únicas” / “Contabilização de registos incompletos”. 
A maioria das empresas mantém um registro das transações usando a contabilidade por partidas dobradas. No entanto, muitas empresas menores usam livros de entrada única que registram o "essencial". Em alguns casos, apenas podem ser mantidos registros de caixa, contas a receber, contas a pagar e impostos pagos.
Esse tipo de contabilidade com informações adicionais normalmente pode ser compilado em uma demonstração de resultados por um contador profissional.

## Vantagens
Os sistemas de contabilidade de partidas únicas são usados devido à sua simplicidade, enquanto a contabilidade de partidas dobradas pode exigir os serviços de uma pessoa treinada.
De acordo com a Receita Federal, a escrituração de partida única é baseada na demonstração do resultado (demonstração de lucros ou perdas). Pode ser simples e prático para quem está começando um pequeno negócio. 
Além disso, o IRS declara:
- Um sistema de entrada única não inclui débito e crédito iguais nas contas do balanço e da demonstração de resultados. Não é auto-equilíbrio. Erros aritméticos nos totais das contas são, portanto, comuns. A reconciliação dos livros e registros com a declaração é uma etapa importante da auditoria.
- Um sistema de entrada única pode consistir apenas em transações lançadas em um caderno, diário ou diário. No entanto, pode incluir um conjunto completo de diários e um livro-razão que fornece contas para todos os itens importantes.

## Desvantagens
- Os dados podem não estar disponíveis para a gestão planejar e controlar efetivamente o negócio.
- A falta de uma contabilidade sistemática e precisa pode levar a uma administração ineficiente e a um controle reduzido sobre os assuntos da empresa.
- Roubos e outras perdas têm menos probabilidade de serem detectados.